# 鯉江良二
鯉江 良二（こいえ りょうじ、1938年7月27日 - 2020年8月6日）は、日本の陶芸家、現代美術家。愛知県常滑市出身。

## 概要
14歳のときにアルバイトにより右手指二本の第一関節を失う。「制作に支障はないが、就職では心を傷つけられた。このハンディを背負ったことが、ぼくの今の底力になっている。」と鯉江自身が語る。タイル工場に5年間勤めた後、常滑市立陶芸研究所に入所するが、1966年に退所し独立開窯する。伝統陶芸、前衛陶芸という言葉にこだわらない作風が特徴である。「土に還る」シリーズは、衛生陶器を粉砕したシェルベンという粒状の材料を自らの顔でとった型で押し固め釉薬をかけずに焼成している。反核を題材とした「チェルノブイリシリーズ」等の代表作を持つ。

## 略歴
- 1938年（昭和13年） 愛知県常滑市保示町、父鉄蔵、母なみの次男として生まれる[3]。
- 1953年（昭和28年） 常滑市立常滑中学校卒業。土管製造所におけるアルバイトの作業によって、右手中指と薬指の第一関節を失う。
- 1957年（昭和32年） 愛知県立常滑高等学校窯業科卒業。日本タイルブロック社入社。
- 1962年（昭和37年） 常滑市立陶芸研究所に入所。
- 1965年（昭和40年） 常滑陶芸作家協会の設立に伴い入会する。
- 1966年（昭和41年） 常滑市立陶芸研究所を退所する。
- 1969年（昭和44年） 大阪市営地下鉄（現在のOsaka Metro）・動物園前駅の壁画を共同制作。
- 1970年（昭和45年） 大阪万国博覧会の大型陶製ベンチを企画、制作に参加する。
- 1971年（昭和46年） 愛知県知多市大宝寺「人間と場と時と行為と表現典」企画。「土に帰る」発表。常滑造形集団をつくり参加する。造形集団によるイベント参加・企画を頻繁に行うようになる[4]。
- 1972年（昭和47年） 愛知県常滑市奥条天竺に薪窯[5]を築窯。世界の陶芸の登竜門であるイタリア「第30回ファエンツァ国際陶芸展」に出品。常滑「つちまつり」に陶芸家・金子潤と企画参加。
- 1975年（昭和50年） 愛知県常滑市奥条天竺に新たに大型薪窯を築窯する。常滑陶芸作家協会脱退。
- 1979年（昭和54年） 愛知県「サマータイム in トコナメ」企画参加。
- 1980年（昭和55年） 国際陶芸アカデミー (IAC)会員になる。
- 1983年（昭和58年） 常滑市民文化会館「常滑信楽ジョイント展」を企画参加。
- 1984年（昭和59年） 常滑「火の祭」企画参加。
- 1988年（昭和63年） スペイン「Talaverade la Reinas」シンポジュームに参加。
- 1989年（平成元年） 愛知県設楽町に工房を移す。愛知県立芸術大学助教授に就任。NHK総合テレビ『工房探訪・つくる』に出演。
- 1990年（平成2年） スペイン・オロットにて制作。韓国ソウル近郊にて制作。「チェルノブイリ・シリーズ」発表
- 1991年（平成3年） イギリス「ジャパン フェスティバル」出品。
- 1992年（平成4年） 愛知県立芸術大学教授に就任 アメリカ・ウエスタン ミシガン大学に於いて講演、ワークショップ開催[6]。

- 1993年〜1994年 「日本を代表するスリーアーチスト展」アメリカ、日本各地を巡回。
- 1994年（平成6年） 岐阜県恵那郡上矢作町へ工房を移転。スクリップス大学にて講演、ワークショップ開催。講談社より「鯉江良二 作品集」刊行。
- 1996年（平成8年） 岐阜県美術館「鯉江良二展」開催。韓国釜山・KBSギャラリー「韓・日陶芸交流展 李基柱+鯉江良二 二人展」出品。
- 1997年（平成9年） 韓国「ソウルセラミックアートビエンナーレ1997」に出品。
- 1998年（平成10年） イギリスに於いて個展開催。オーストラリア「第6回メルボルンアートフェア」に出品。
- 2000年（平成12年） アメリカ・シアトル、ブライアン・オーノ・ギャラリーに於いて個展開催。
- 2002年（平成14年） 常滑市奥条天竺に、全長20メートル級の薪窯を築窯。
- 2004年（平成16年） 「第8回メルボルンアートフェア」出品。
- 2020年（令和2年）8月6日、咽頭癌のため死去[7]。

## 日本における招待出品履歴
- 1971年（昭和46年） 東京国立近代美術館「現代の陶芸…アメリカ、カナダ、メキシコと日本…展」。
- 1973年（昭和48年） 東京国立近代美術館「現代工芸の鳥瞰展」、石川県金沢「国際カップ展」。
- 1974年（昭和49年） 「第11回日本国際美術展」（朝日新聞社主催）。
- 1975年（昭和50年） 京都「現代美術50人展」（京都新聞社主催）。
- 1977年（昭和52年） 京都国立近代美術館「現代美術の鳥瞰展」。
- 1978年（昭和53年） 京都国立近代美術館「現代の工芸展」。
- 1982年（昭和57年） 東京赤坂・サントリー美術館「伝統と前衛展」、山口県立美術館「今、土と火で何が可能か展」、石川県金沢「日本アートandクラフト展」。
- 1983年（昭和58年） 金沢「30cm2展」、金沢「日本海造形会議」、大阪「朝日現代クラフト展」。
- 1984年（昭和59年） 東京都美術館「現代美術の動向PARTIII'70年以降」。
- 1985年（昭和60年） 埼玉県立近代美術館「自画像とセルフポートレート展」。
- 1986年（昭和61年） 東京有楽町・西武アートフォーラム「土・イメージと形体展」、佐賀県立九州陶磁文化会館「白磁の美」、東京赤坂・サントリー美術館「世紀末の旗手たち展」、岐阜県美術館「土と炎展」。
- 1987年（昭和62年） 「第9回日本陶芸展」。岐阜県美術館「今日の造形・新たな展開と可能性」、東京国立近代美術館工芸館「60年代の工芸」。埼玉県立近代美術館「現代のイコン」。

## 海外における招待出品履歴
- 1970年（昭和45年） アメリカ・スクリップス大学「前衛陶芸-6人の日本青年陶芸家-展」。
- 1976年（昭和51年） 東ドイツ「日本陶磁展」。
- 1978年（昭和53年） カナダ「JAPAN TODAY」。
- 1979年（昭和54年） アメリカ・デンバー美術館「今日の日本陶芸展」。
- 1983年（昭和58年） スイス・ラッツ美術館「現代日本造形展」、スイス・ジュネーブ歴史博物館「今日の日本美術展」。
- 1986年（昭和61年） スペイン・オロット「ESTSU JAPO'86展」、フランス（パリ）ポンピドウセンター「日本の前衛1910〜1970展」。
- 1989年（平成元年） ベルギー・モンス市立美術館「ユーロバリア'89ジャパン(現代陶芸展)」。
- 2003年（平成15年） 国立国際美術館「大地-クレイワーク新世紀」、アメリカ・ニューヨーク、メトロポリタン美術館「織部-転換期の日本美術」。

## 公募展等における入選及び受賞歴
- 1962年（昭和37年） 「現代日本陶芸展」入賞。
- 1963年（昭和38年） 「第1回朝日陶芸展」（朝日新聞社主催）入選。
- 1964年（昭和39年） 「第2回朝日陶芸展」、「第3回現代日本工芸美術展」入賞。
- 1966年（昭和41年） 「第4回朝日陶芸展」入選。
- 1967年（昭和42年） 「第5回朝日陶芸展」入賞。
- 1968年（昭和43年） 「第6回朝日陶芸展」入選。
- 1969年（昭和44年） 「第7回朝日陶芸展」入選。
- 1971年（昭和46年） 「第1回日本陶芸展」（毎日新聞社主催）入選。
- 1972年（昭和47年） 「第3回バロリス国際陶芸ビエンナーレ展」国際名誉大賞受賞。
- 1993年（平成5年） 「日本陶磁協会賞」受賞。
- 2001年（平成13年） 「第3回織部賞」受賞。
- 2005年（平成17年） 「現代陶芸による国際的活躍」により中日文化賞（中日新聞社主催）受賞。
- 2008年（平成20年） 「日本陶磁協会賞金賞」受賞。

## 美術館所蔵作品
- 東京国立近代美術館 「のべ皿」
- 京都国立近代美術館 「土に還る」
- 山口県立美術館 「証言」
- 出光美術館 「風土の器」
- アルゼンチン近代美術館 「土に還る」

## 外部サイト
- オリベプロジェクト[リンク切れ]
- 中日新聞 CHUNICHI WEB【中日文化賞】